# 何志敏
何志敏（1963年10月21日—），男，四川平昌人，中华人民共和国政治人物，中国民主促进会会员。曾任国家知识产权局副局长。

## 生平
1982年本科毕业于天津大学化工系。1985年硕士毕业于天津大学研究生院化学工程专业，历任天津大学化学工程研究所助教、博士生、讲师、副教授、副所长、教授、博士生导师等职。1994年加入中国民主促进会。1995年10月入选国家百千万人才工程，1996年9月获国务院政府特殊津贴。1996年至1998年，挂职任天津市化学工业总公司副总经理。1998年至2000年，任天津渤海化工集团公司副总经理。2000年7月，任天津市科学技术委员会副主任。2001年1月，当选中国民主促进会天津市委员会副主任委员。2001年2月，当选天津市青年联合会副主席。2002年11月，当选天津市科学技术协会副主席。
2008年，当选为第十一届全国人大代表。2008年8月，任天津市知识产权局局长。2013年，当选为第十二届全国人大代表。2014年2月，任国家知识产权局副局长。2018年1月，当选第十三届全国政协委员。2023年3月，当选第十四届全国政协常务委员、副秘书长。